# Горно-Алтајск
Горно-Алтајск (рус. Горно-Алтайск) град је у Русији и административни центар Републике Алтај. Налази се у југозападном делу Сибирског федералног округа. Према попису становништва из 2010. у граду је живело 56.928 становника. Претходно се звао Улала (рус. Улала) до 1932. године и Ојрот-Тура (рус. Ойрот-Тура) до 1948. године.

## Историја
Село Улала (рус. Улала) основано је 1824. године када су се мигранти преселили у то подручје из Бијска.. Када је Горњоалтајска аутономна област основана 1. јуна 1922. Улала постаје њен административни центар. Дана 27. фебруара 1928. Улала је добила статус града, а 23. јуна 1932. године преименована је у Ојрот-Тура (рус. Ойрот-Тура). Садашње име је дато граду 7. јануара 1948. године.

## Административни и општински статус
Горно-Алтајск је главни град републике. У оквиру административних подела, она је инкорпорирана као Горно-Алтајск урбани округ — административна јединица са статусом једнаком као у окрузима.Као општинска подела, ова административна јединица такође има статус урбаног округа.

## Превоз
Град има аеродром Горно-Алтајск.
Аутопут М52 пролази кроз Горно-Алтајск, повезујући га са градом Новосибирск на северу и монголском границом на југу. То је 96 km од најближе железничке станице у Бијску.

## Култура и образовање
Град има позориште, Горно-Алтајск државни универзитета и музеј Анокхин.

## Клима
Горно-Алтајск има Умереноконтиненталну климу категорије Дфб, према систему Кепенове класификације климата.
| Клима Горно-Алтајск (1981-2010)                                                                    | Клима Горно-Алтајск (1981-2010) | Клима Горно-Алтајск (1981-2010) | Клима Горно-Алтајск (1981-2010) | Клима Горно-Алтајск (1981-2010) | Клима Горно-Алтајск (1981-2010) | Клима Горно-Алтајск (1981-2010) | Клима Горно-Алтајск (1981-2010) | Клима Горно-Алтајск (1981-2010) | Клима Горно-Алтајск (1981-2010) | Клима Горно-Алтајск (1981-2010) | Клима Горно-Алтајск (1981-2010) | Клима Горно-Алтајск (1981-2010) | Клима Горно-Алтајск (1981-2010) |
| Показатељ \ Месец                                                                                  | .Јан.                           | .Феб.                           | .Мар.                           | .Апр.                           | .Мај.                           | .Јун.                           | .Јул.                           | .Авг.                           | .Сеп.                           | .Окт.                           | .Нов.                           | .Дец.                           | .Год.                           |
| -------------------------------------------------------------------------------------------------- | ------------------------------- | ------------------------------- | ------------------------------- | ------------------------------- | ------------------------------- | ------------------------------- | ------------------------------- | ------------------------------- | ------------------------------- | ------------------------------- | ------------------------------- | ------------------------------- | ------------------------------- |
| Максимум, °C (°F)                                                                                  | −9,2 (15,4)                     | −7,5 (18,5)                     | 0,0 (32)                        | 10,5 (50,9)                     | 19,7 (67,5)                     | 25,2 (77,4)                     | 26,8 (80,2)                     | 24,2 (75,6)                     | 18,6 (65,5)                     | 8,8 (47,8)                      | −1,4 (29,5)                     | −8,0 (17,6)                     | 9,0 (48,2)                      |
| Просек, °C (°F)                                                                                    | −14,2 (6,4)                     | −13,3 (8,1)                     | −5,8 (21,6)                     | 4,5 (40,1)                      | 12,8 (55)                       | 18,5 (65,3)                     | 20,3 (68,5)                     | 17,8 (64)                       | 12,2 (54)                       | 3,9 (39)                        | −5,7 (21,7)                     | −12,6 (9,3)                     | 3,2 (37,8)                      |
| Минимум, °C (°F)                                                                                   | −19,1 (−2,4)                    | −19,1 (−2,4)                    | −11,5 (11,3)                    | −1,5 (29,3)                     | 5,9 (42,6)                      | 11,8 (53,2)                     | 13,9 (57)                       | 11,4 (52,5)                     | 5,8 (42,4)                      | −1,0 (30,2)                     | −10,0 (14)                      | −17,1 (1,2)                     | −2,5 (27,5)                     |
| Извор: „Climate Data - Russia”. Архивирано из оригинала 14. 06. 2018. г. Приступљено 08. 04. 2018. |                                 |                                 |                                 |                                 |                                 |                                 |                                 |                                 |                                 |                                 |                                 |                                 |                                 |

## Становништво
Према прелиминарним подацима са пописа, у граду је 2010. живело 56.928 становника, 3.390 (6,33%) више него 2002.
| 1939.  | 1959.  | 1970.  | 1979.  | 1989.  | 2002.  | 2010.  |
| ------ | ------ | ------ | ------ | ------ | ------ | ------ |
| 21.045 | 27.534 | 34.413 | 40.296 | 46.436 | 53.538 | 56.933 |